# Constantin Barozzi
Constantin Barozzi (n. 14 octombrie 1833, Slatina, Olt, România – d. 15 aprilie 1921, București, România) a fost un politician și general român.

## Biografie
S-a născut în anul 1833, la Slatina, în familia magistratului Alexandru Barozzi.

### Viață timpurie, educație
După terminarea studiilor secundare, a urmat Școala Militară de Ofițeri din București (1854-1856). Și-a continuat studiile la Institutul Geografic al Armatei din Viena (1856-1857) și s-a specializat ca ofițer de geniu. Întors în țară, a fost numit director de studii, subdirector și în final director al Școlii Militare din București (1862-1867).
A luat parte atât la lucrările Comisiei internaționale însărcinată cu delimitarea frontierei dintre România și Austro-Ungaria 
(1885) și, respectiv, cu Bulgaria (1886), cât și la diferite congrese internaționale de geodezie, ca și la ședințele Consiliului Geodezic Internațional, al cărui membru era, ținute la Berlin, Dresda, Hamburg, Paris, Roma și Viena. Din inițiativa sa, în 1895, a luat ființă Institutul Geografic al Armatei, îngrijindu-se și de activitatea de procurare a aparaturii necesare.
A fost membru de onoare al Academiei Romane (9 aprilie 1905) și membru fondator și vicepreședinte al Societății Geografice Române.

### Activitate militară
A urcat treptele ierarhiei militare până la gradul de general de divizie (1892).
A fost primul comandant al Batalionului 2 Geniu, Șef de stat major al Diviziei 4 infanterie, Șef al Depozitului Științific de Război (1870-1883), Comandant al Diviziei Active „Dobrogea” și al Corpului 3 armată, Șef al Statului Major General, Șef al Marelui Stat Major al Armatei și Ministru de Război (1888). A luat parte la Războiul de Independență (1877-1878) în calitate de șef al statului major al Armatei de operații.
În anul 1883 este ridicat la gradul de general de brigadă, iar doi ani mai târziu i se acordă conducerea Statului Major Regal (1 februarie 1885). A fost și mareșalul Curții Regale.
1 octombrie 1895 - 1 octombrie 1898 - Colonelul Constantin Barozzi a fost Șef al Statului Major General.
De-a lungul carierei sale a deținut numeroase funcții politico-administrative sau militare printre care se numară: senator, șef al Casei Militare Regale (1888), etc.
A murit la vârsta de 88 de ani.

## Vezi și
- Agenția de Informații Geospațiale a Apărării ”General de divizie Constantin Barozzi”